# 奥普 (阿拉巴马州)
奥普（英文：Opp），是美国阿拉巴马州下属的一座城市。面积约为23.66平方英里（约合61.29平方公里）。根据2010年美国人口普查，该市有人口6,659人，人口密度为281.4/平方英里（约合108.65/平方公里）。